# Anghel Iordănescu
Anghel Iordănescu (nacido el 4 de mayo de 1950, en Iaşi) es un mayor general rumano, que jugó como futbolista y después entrenó en el Steaua de Bucarest (entonces el equipo del Ministerio de Defensa rumano). Fue un delantero muy inteligente y técnico, que jugó en Rumania solo para el Steaua de Bucarest (jugó también dos años en Grecia, para el O. F. I. Creta). Jugó también 64 partidos en la Selección de fútbol de Rumania, marcando 26 goles.
Fue ganador de la Copa de Europa con el Steaua (como jugador y segundo entrenador) en 1986 y como entrenador del Steaua llegó a la final de la Copa de Europa de 1989, perdiendo ante el AC Milan. Iordănescu también fue entrenador de la Selección de fútbol de Rumania que llegó a los cuartos de final de la Copa Mundial de fútbol de 1994.
En 2007 Anghel Iordănescu decidió dejar el fútbol para dedicarse a la política, actualmente es senador en el Parlamento de Rumania, representante del PSD. En 2014 volvió a los banquillos y se hizo cargo de la selección de fútbol de Rumania por tercera vez, cargo que ocupó hasta la Eurocopa de Francia 2016.

## Clubes

### Como jugador
| Club               | País    | Periodo   | Partidos | Goles |
| ------------------ | ------- | --------- | -------- | ----- |
| Steaua de Bucarest | Rumania | 1968-1982 | 317      | 155   |
| O. F. I. Creta     | Grecia  | 1982-1984 | 54       | 7     |
| Steaua de Bucarest | Rumania | 1985-1986 | 0        | 0     |

### Como entrenador
| Club                           | País                   | Periodo   |
| ------------------------------ | ---------------------- | --------- |
| Steaua de Bucarest (asistente) | Rumania                | 1984-1986 |
| Steaua de Bucarest             | Rumania                | 1986-1990 |
| Anorthosis Famagusta           | Chipre                 | 1990-1992 |
| Steaua de Bucarest             | Rumania                | 1986-1990 |
| Selección absoluta             | Rumania                | 1993-1998 |
| Selección absoluta             | Grecia                 | 1998-1999 |
| Al-Hilal FC                    | Arabia Saudita         | 1999-2000 |
| Rapid Bucureşti                | Rumania                | 2000      |
| Al Ain FC                      | Emiratos Árabes Unidos | 2001-2002 |
| Selección absoluta             | Rumania                | 2002-2004 |
| Al Ittihad                     | Arabia Saudita         | 2005-2006 |
| Al Ain FC                      | Emiratos Árabes Unidos | 2006      |
| Selección absoluta             | Rumania                | 2014-2016 |

## Palmarés

### Como jugador
- 2 ligas rumanas: 1976, 1978
- 4 Copas de Rumania: 1970, 1971, 1976 y 1979
- 1 Copa de los Balcanes: 1980
- 1 Liga de Campeones: 1986 (como jugador y segundo entrenador)

### Como entrenador
- 4 ligas rumanas: 1987, 1988, 1989 y 1993
- 3 Copas de Rumania: 1987, 1988 y 1989
- 1 Supercopa de Europa: 1987
- 1 Copa del Rey saudita: 2000
- 1 Copa de Emiratos Árabes Unidos: 2001
- 2 Ligas de Campeones de la AFC: 2000, 2005
- 1 Liga de Campeones Árabe: 2005